# Engineering Equipment and Materials Users Association
 EEMUA  steht für  Engineering Equipment and Materials Users Association. Die EEMUA ist eine Non-Profit-Organisation mit Sitz in London, mit dem Ziel der Verbesserung von industrieller Anlagen in den Bereichen Sicherheit, Umwelt und Anlagen-Performance und dem Erfahrungsaustausch der Mitglieder.
Ihre Mitglieder sind vorwiegend aus der Öl-, Energie und Prozessindustrie.
Unter den zahlreichen EEMUA-Veröffentlichungen hat sich EEMUA Publikation 191 als Richtlinie für das Alarmmanagement durchgesetzt.